# Brasão de armas da Venezuela
O atual brasão de armas da Venezuela é no essencial o mesmo adoptado no dia 18 de Abril de 1836 pelo Congresso do país, tendo sido alvo de algumas alterações desde então. A Lei da Bandeira, Escudo e Hino Nacionais (Ley de Bandera, Escudo e Himno Nacionales), publicada a 17 de Fevereiro de 1954, especifica a configuração oficial do brasão usado actualmente.

## Descrição
O brasão é composto por escudo dividido em três quartéis, cada um dos quais preenchido com uma das cores da bandeira da Venezuela. O quartel da esquerda é vermelho e contém um feixe de espigas, que simbolizam a união dos estados da República e a riqueza da nação. O quartel da direita é amarelo, apresentando armas (lança e espadas) e dois pavilhões nacionais entrelaçados por uma coroa de louro, representando o triunfo alcançado durante a Guerra de Independência do país. O terceiro quartel é azul e ocupa a parte inferior do escudo, nele figurando um cavalo branco indomado, símbolo da liberdade e da independência.
Como timbre o escudo tem duas cornucópias, que derramam frutos e flores do país. O escudo encontra-se rodeado à esquerda por um ramo de oliveira (alusão à paz) e à direita por um ramo de palmeira (alusão à virtude), estando estes atados na parte inferior por uma fita composta pelas cores da bandeira nacional. Na parte azul da fita podem ser lidas as seguintes inscrições a dourado: à esquerda do escudo, 19 de Abril de 1810 (superior), Independencia (inferior) (19 de abril de 1810, Independência); à direita, 20 de Febrero de 1859 (superior), Federación (inferior) (20 de fevereiro de 1859, "Federação"); e, ao centro, República de Venezuela (República da Venezuela).

## Mudanças de 2006

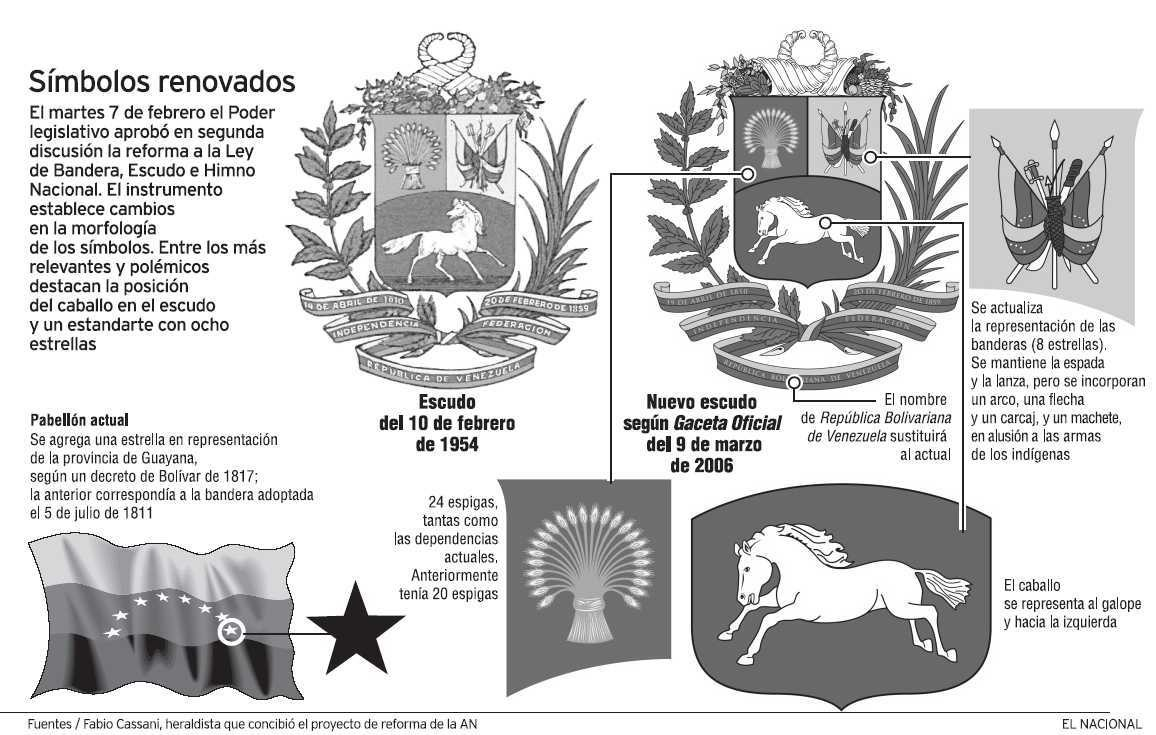
Jornal venezuelano El Nacional, 12 de março de 2006

No dia 9 de Março de 2006 a Assembleia Nacional da Venezuela reformou parcialmente a lei da bandeira nacional. A nova lei estipula que o quartel vermelho, situado à esquerda, tenha o molhe com tantas espigas quanto o número de estado do país. Assim sendo, serão a partir de agora 24 espigas em vez de 20. Na faixa passa a estar escrito Republica Bolivariana de Venezuela.
No quartel amarelo, para além da espada e da lança, foram incorporados um arco e uma flecha (simbolizando as armas dos povos indígenas) e um machete (representando a luta dos camponeses e dos negros).
O cavalo branco passará a galopar no sentido da esquerda. O próprio Chávez revelou no ano de 2008 que mudou a direção do cavalo para atender a um capricho da sua filha mais nova Rosinés que já provocou outras polêmicas no país.
Nas cornucópias foram adicionados frutos e flores tradicionais, como a orquídea.
O Heraldista Fabio Cassani Pironti, encarregado pela Assembleia Nacional, realizou a reforma do brasão de armas nacional.

## Evolução do brasão de armas venezuelano
|                              |                 |                     |                             |                        |
| Capitania-Geral da Venezuela | Grande Colômbia | Estado da Venezuela | Estados Unidos da Venezuela | República da Venezuela |
| 1777 - 1819                  | 1819 - 1830     | 1830 - 1864         | 1864 - 1954                 | 1954 - 2006            |